# Caprolactame
Le caprolactame ou plus précisément l'ε-caprolactame est un lactame comprenant sept atomes dans son cycle. Il sert de monomère dans la synthèse du nylon-6.

## Synthèse
On le synthétise majoritairement suivant la séquence ci-dessous qui est un réarrangement de Beckmann :

## Effets
Le caprolactame est irritant et toxique par ingestion inhalation, ou absorption à travers la peau. Il a été jusqu'en 2019 le seul agent classé « probablement pas cancérogène » pour l'homme par le CIRC (groupe 4). Il est depuis 2019 reclassé en catégorie 3.